# Sugar Sugar
Sugar Sugar est un duo français de musique électronique. Formé en 2019, il est composé des musiciens producteurs Axel Rigaud et Julien Loutelier (membre de Cabaret contemporain).

## Histoire
Sugar Sugar s'apparente à un groupe depuis 2019. Le duo se produit dans des contextes variés allant de la scène de musiques actuelles Le Safran, La Cartonnerie) au festival (Biennale NEMO / le 104 Paris, Les Nuits Soniques) ou au club (Cabaret Sauvage).

## Style musical et performances
Sugar Sugar développe un langage minimaliste mêlant improvisation et expérimentation, entre musique de danse et performance. Via un dispositif de capteurs reliant le synthétiseur à la batterie, le modulaire est déclenché par les impulsions rythmiques, la batterie agissant à la fois sur le son ou sur certains paramètres tels que les ouvertures d'enveloppe ou la vélocité.
En live, le duo utilise un dispositif scénique vidéo et lumineux immersif développé par Lénaïc Pujol (Collectif Scale) et également connecté aux capteurs de la batterie.

## Membres
- Axel Rigaud - synthétiseur modulaire
- Julien Loutelier - batterie
- Lenaïc Pujol - scénographie lumière
- Pierre Favrez - son

## Discographie
- 2021 : Shed Session (album, Jazzus Records)
- 2024 : If Playing (single, autoproduction)
- 2024 : Improvised Recipes (EP, autoproduction)